# Začít znovu (film, 1976)
Začít znovu (v originále Si c'était à refaire) je francouzský hraný film z roku 1976, který režíroval Claude Lelouch podle vlastního scénáře. Snímek měl světovou premiéru 1. října 1976.

## Děj
Žena ve vězení porodí dítě. Po propuštění z vězení se setká se svým synem, již patnáctiletým, který byl vychován v dětském domově.

## Obsazení
| Catherine Deneuve        | Catherine Berger |
| Anouk Aimée              | Sarah Gordon     |
| Charles Denner           | advokát          |
| Francis Huster           | Patrick          |
| Colette Baudot           | Lucienne Lano    |
| Jean-Jacques Briot       | Simon Berger     |
| Jean-Pierre Kalfon       | klenotník        |
| Valérie Lagrange         | prodavačka lamp  |
| Manuella Papatakis       | dcera Sarah      |
| Jacques Villeret         | realitní makléř  |
| Marie-Pierre de Gérando  | ředitel lycea    |
| Niels Arestrup           | Henri Lano       |
| Albina du Boisrouvray    | mladá žena       |
| Zoé Chauveau             | Zoé              |
| Bernard-Pierre Donnadieu | Claude Blame     |
| Alexandre Mnouchkine     | pan Alexandre    |
| Jean-François Rémi       | bankéř           |
| Harry Walter             | muž ve vlaku     |
| Françoise Hardyová       | zpěvačka         |
| Élie Chouraqui           | svůdník          |
| Betty Mars               | zpěvačka         |